# Обсерваторія Чрний Врх
Обсерваторія Чрний Врх (словен. Observatorij Črni Vrh, IAU code 106) розташована в західній Словенії, неподалік від селища Чрний Врх, біля міста Ідрія. Сучасна обсерваторія була побудована в 1985 році, і знаходиться на висоті 730 метрів. Велика частина будівництва була зроблена добровольцями. ЇЇ попередницею була обсерваторія, утворена в 1975 році, коли група ентузіастів ввела невелику обсерваторію з саморобними інструментами в роботу. У той час були зроблені перші зображення комети C/1975 V1 (West). Звідтоді в Črni Vrh відкрито дві комети (C/2008 Q1 (Maticic), P/2010 H2 (Vales)) і кількасот малих планет, у тому числі астероїд 9674 Словенія.